# Funatics
Die Funatics Software GmbH ist ein deutscher Entwickler für Computerspiele mit Sitz in Schermbeck, Nordrhein-Westfalen.

## Geschichte
Gegründet wurde das Studio 1998 als Funatics Development von den ehemaligen Blue-Byte-Mitarbeitern Thomas Friedmann, Thorsten Kneisel (geb. Knop) sowie Thomas Häuser, die bei Blue Byte teilweise federführend bei vielen Projekten involviert waren. Damaliger Firmensitz war Mülheim an der Ruhr, wo sich auch der Blue-Byte-Sitz befand.
Funatics’ erstes Projekt Catan – Die erste Insel war die PC-Umsetzung des beliebten Brettspiels Die Siedler von Catan, welche vor allem durch detailreiche Grafik und überzeugende Animationen der Charaktere gute Kritiken erhielt. Gleichzeitig legte Die erste Insel den Grundstein für weitere Umsetzungen des Catan-Universums auf dem PC durch zum Beispiel Catan – Das Kartenspiel (USM) und Sternenschiff Catan (rockazonga/Take 2), welche teilweise die Charakteranimationen des Funatics-Titels verwenden.
Das zweite Projekt Cultures – Die Entdeckung Vinlands ist ein Echtzeit-/Aufbau-Strategie-Titel, in den Funatics ihre Erfahrung aus Die Siedler II einfließen ließen. Anders als Die Siedler III und dessen Nachfolger bietet Cultures tiefergehendes Mikromanagement. In der Cultures-Reihe erschienen außerdem ein Add-on für den ersten Teil sowie drei Fortsetzungen und zwei Compilations.
Durch den Erfolg, den Funatics mit Die erste Insel und Cultures verbuchen konnten, wuchs das Studio, weshalb sich ein zweites Team um das Action-Adventure Zanzarah kümmern konnte, während das Team um die Gründer am Cultures-Nachfolger arbeitete.
Schon nach dem Release von Cultures gingen 75 Prozent des Studios in den Besitz der Phenomedia AG über, von deren Insolvenz 2002 auch Funatics Development betroffen war. Nach der Insolvenz gründete das Gründertrio mit einigen der vormaligen Angestellten die Nachfolgefirma Funatics Software, um die Projekte weiterführen zu können.
2002 firmierte man in Funatics Software GmbH und gab an Spiele nicht nur zu entwickeln, sondern fortan auch selbst vermarkten zu wollen.
Seit 2004 tritt das Studio auch durch unterstützende Tätigkeiten für andere Studios in Erscheinung (Freelancing). So wurde Funatics etwa angeheuert, um das Spieleentwicklungskombinat bei der Fertigstellung des Projekts ParaWorld zu unterstützen.
Das Projekt Joshua – The Seals of Darkness wurde im Mai 2003 angekündigt. Der Erscheinungstermin ist jedoch unklar.
Seit 2007 entwickelt Funatics auch Spiele für die Handheld-Konsolen Nintendo DS und PlayStation Portable. Der erste Titel, Tom Clancy’s EndWar, erschien Anfang November 2008. Im Gegensatz zu den Versionen für PlayStation 3, Xbox 360 und Windows-PCs, die zum Echtzeitstrategie-Genre gehören, handelt es sich bei den Handheld-Versionen um rundenbasierte Strategie à la Battle Isle, an dessen Entwicklung die Funatics-Gründer teilweise ebenfalls beteiligt waren.
Im März 2016 wurde bekannt gegeben, dass Funatics geschlossen werde und die drei Gründer zu InnoGames wechseln.
Allerdings erhielt das Studio 2018 Förderungen des Landes Nordrhein-Westfalen in Höhe von 100.000 Euro, um ein Free-to-play-Mobile-Spiel im Piratensetting unter dem Titel Kaboom zu entwickeln. Laut der Firmenwebsite befinde sich Funatics seit Anfang 2018 in einer Neustart-Phase in der man mit kleiner Mannschaft neue Projekte realisieren wolle.

## Projekte
| Funatics Development: | Funatics Development:                                     | Funatics Development:             | Funatics Development:                                |
| Jahr                  | Name                                                      | Plattform                         | Publisher                                            |
| --------------------- | --------------------------------------------------------- | --------------------------------- | ---------------------------------------------------- |
| 1999                  | Catan – Die erste Insel                                   | Windows, PlayStation              | Ravensburger Interactive                             |
| 2000                  | Cultures – Die Entdeckung Vinlands                        | Windows                           | THQ                                                  |
| 2001                  | Cultures – Die Rache des Regengottes (Add-on)             | Windows                           | THQ                                                  |
| 2002                  | Zanzarah – Das verborgene Portal                          | Windows                           | THQ                                                  |
| 2002                  | Cultures 2 – Die Tore Asgards                             | Windows                           | JoWooD                                               |
| Funatics Software:    |                                                           |                                   |                                                      |
| Jahr                  | Name                                                      | Plattform(en)                     | Publisher                                            |
| 2002                  | Geschichten aus der Cultures Welt: Reise nach Nordland    | Windows Linux 1 Mac OS X 1        | Eigenvertrieb                                        |
| 2003                  | Geschichten aus der Cultures Welt: Das Achte Weltwunder   | Windows Mac OS X 1                | Eigenvertrieb                                        |
| 2003                  | Cultures – Die Abenteuerbox                               | Windows                           | Eigenvertrieb                                        |
| 2003                  | Cultures – Die Saga                                       | Windows                           | Eigenvertrieb                                        |
| 2006                  | Die Siedler 2: Die nächste Generation                     | Windows                           | Ubisoft                                              |
| 2007                  | Die Siedler 2: Die nächste Generation – Wikinger (Add-on) | Windows                           | Ubisoft                                              |
| 2008                  | Die Siedler: Aufbruch der Kulturen                        | Windows                           | Ubisoft                                              |
| 2008                  | Tom Clancy’s EndWar                                       | Nintendo DS, PlayStation Portable | Ubisoft                                              |
| 2010                  | Cultures Online                                           | Browsergame (Flash)               | gamigo                                               |
| 2011                  | Ufo Online                                                | Browsergame (Flash/Unity)         | gamigo                                               |
| 2015                  | Valhalla Hills                                            | Windows                           | Daedalic Entertainment                               |
| Freelancing:          |                                                           |                                   |                                                      |
| Jahr                  | Name                                                      | Plattform                         | Freelancing für / Publisher                          |
| 2004                  | Die Siedler: Das Erbe der Könige                          | Windows                           | Blue Byte / Ubisoft                                  |
| 2006                  | ParaWorld                                                 | Windows                           | Spieleentwicklungskombinat / Sunflowers, Deep Silver |